# 5702-es mellékút (Magyarország)
Az 5702-es mellékút egy majdnem pontosan 29 kilométeres hosszúságú, négy számjegyű mellékút Baranya vármegye délkeleti részén; Mohács és Villány térségét kapcsolja össze, a két város közt elhelyezkedő, részben közvetlenül a déli (horvát) országhatár mellett fekvő települések feltárásával. Érdekessége, hogy átszeli az 1526-os mohácsi csata eseményeinek feltételezett helyszíneit, nem meglepő ezért, hogy közvetlenül ezen út mellett létesült a Mohácsi Nemzeti Emlékpark.

## Nyomvonala
Sátorhely és Kölked határvonalán ágazik ki az 56-os főútból, annak az 55+900-as kilométerszelvénye közelében, nem messze a két község és Nagynyárád hármashatárától, de utóbbit sem ott, sem később nem érintve. Első métereitől Sátorhely területén halad, nagyjából nyugati irányban; 1,4 kilométer után elhalad a Mohácsi Nemzeti Emlékhely mellett, majd még a második kilométere előtt eléri Sátorhely legkeletebbi fekvésű házait. Körülbelül egy kilométernyi szakasza húzódik belterületen, Hunyadi János utca néven, majd a falu nyugati szélét elhagyva délnyugati irányba kanyarodik.
Az irányváltás határátlépést is jelöl, onnantól – nagyjából a 3+300-as kilométerszelvényétől – az út Majs határai közt húzódik tovább. 4,8 kilométer után kiágazik belőle északnyugat felé az 5703-as út – Nagynyárád és Bóly irányába –, a hatodik kilométerén túljutva pedig délnek fordul, Majs első házait már így haladva éri el. Települési neve itt előbb Táncsics Mihály utca, majd Kossuth Lajos utca; a névváltás helyét egyrészt a nyomvonal újbóli nyugatnak fordulása, másrészt egy elágazás mutatja: kelet felé ott ágazik ki belőle (egy kisebb díszpark mellett) az 57 106-os számú mellékút, mely a faluhoz tartozó egyik külterületi településrészre, Matuzsatelepre vezet. Majs belterületén az út még több kisebb irányváltáson jut keresztül, és már a kilencedik kilométere közelében jár, amikor – dél felé haladva – elhagyja a települést. 10,7 kilométer után elhalad Ormánypuszta majorsága mellett, a 11+150-es kilométerszelvénye táján pedig eléri Bezedek északi határszélét.
Egy darabig még Majs és Bezedek határvonalát követi, ismét délnyugat felé húzódva, majd kicsivel a tizenkettedik kilométere után elhalad a két előbbi község és Lippó hármashatára mellett. Körülbelül 12,6 kilométer megtétele után egy elágazáshoz ér: északnyugat felé az 5704-es út ágazik ki belőle – ez korábban Bólyon át Szederkényig vezetett, de az M60-as autópálya átadása ez utóbbi szakaszt lényegében kivégezte –, az ellenkező irányban pedig az 57 108-as számú mellékút, melyen Bezedek központjába lehet eljutni. [Távlatilag itt – úgy tűnik – tervben van egy körforgalmú csomópont kialakítása, egy ötödik csomóponti ág kiépítésével: ez a Lippótól északnyugatra tervezett autópálya-csomóponttól húzódna idáig.
13,1 kilométer után ér az út teljesen lippói területre és nem sokkal azután a falu legészakibb házait is eléri. Ottani szakaszán Jókai Mór utca néven halad, délnyugat felé, de kevéssel utóbb délnek fordul, a neve onnan végig – egészen a belterület déli széléig – Kossuth Lajos utca. 15,2 kilométer után lép ki a településközpont házai közül, de még bő két kilométeren át lippói területen halad déli irányban. A 17+350-es kilométerszelvénye közelében éles iránytöréssel nyugatnak fordul, onnét már Lippó és Ivándárda határvonalát követi, illetve ugyanott kiágazik belőle kelet felé az 57 118-as számú mellékút is, mely Ivándárdára, és azon keresztül a Trianon után határmenti zsákfaluvá vált Sárokra vezet. Úgy tűnik, a távlati tervek szerint nagyjából 17,7 kilométer után keresztezheti majd az M6-os autópálya nyomvonalát, majdnem pontosan egy kilométerrel arrébb pedig eléri Kislippó keleti határát.
Kislippó területén végig nagyjából nyugat-délnyugati irányt követ, Kossuth Lajos utca néven, az út itteni belterületi szakasza szinte teljesen megegyezik azzal a szakasszal, amit a község közigazgatási területének keleti szélétől a nyugatiig követ. Az utolsó kislippói házakat elhagyva egy újabb irányváltási pontja – ahol ismét északabbnak fordul – majdnem négy települést is érint, de Lapáncsa határszélét épp csak pontszerűen, Illocskáét (kevés híján) egyáltalán nem: a 21+550-es kilométerszelvényétől Magyarbóly területén folytatódik.
23,7 kilométer után éri el Magyarbóly legkeletebbi házait, ott ismét irányváltása és elágazása is van: a korábbinál még inkább északnak veszi az irányt, az ellenkező irányban pedig kiágazik belőle a Lapáncsa érintésével Illocskára vezető 57 119-es számú mellékút. A folytatásban Magyarbóly belterületének keleti szélét kísérve húzódik, Damjanich János utca néven, a faluközpont közelében pedig – kicsivel a 24+600-as kilométerszelvénye után – kiágazik belőle délnyugati irányban a Beremendre vezető 5706-os út. Folytatása innen a Kossuth Lajos utca nevet viseli, a belterület északi széléig – amit nagyjából 26,3 kilométer után ér el –, a 27. kilométere után pedig végleg elhagyja a települést és átlép Villány területére.
A 28+350-es kilométerszelvényét elhagyva egy körforgalmú csomóponthoz érkezik, ahol találkozik az 5701-es úttal, amellyel rövidke, alig 200 méteres hosszban közös szakaszuk következik, kilométer-számozás tekintetében egymással ellentétes irányban haladva. A szétválás után az 5702-es út észak-északnyugati irányban folytatódik, és hamarosan eléri a Villányhoz tartozó, de attól különálló, a központjától keletre fekvő Virágos első házait. E településrész szívében ér véget, beletorkollva az 5705-ös útba, annak 0+800-as kilométerszelvénye közelében.
Teljes hossza, az országos közutak térképes nyilvántartását szolgáló kira.gov.hu adatbázisa szerint 29,038 kilométer.

## Története
1934-ben a kereskedelem- és közlekedésügyi miniszter 70 846/1934. számú rendelete a Virágos és Magyarbóly közti szakaszát harmadrendű főúttá nyilvánította, a Pécsváradtól idáig húzódó 633-as főút részeként.
Magyarbóly és Villány-Virágos közti, mintegy 3,5 kilométeres szakaszának legutóbbi felújítása 2020 második felében kezdődött meg, a Magyar Közút Nzrt. beruházásában, a STRABAG Általános Építő Kft. és a STRABAG Építő Kft. kivitelezésében, uniós támogatás segítségével.

## Települések az út mentén
- (Kölked)
- Sátorhely
- Majs
- (Bezedek)
- Lippó
- (Ivándárda)
- Kislippó
- (Lapáncsa)
- Magyarbóly
- Villány-Virágos